# Eddy Wally
Eduard Van De Walle (Zelzate, 12 de julho de 1932 — Zelzate, 6 de fevereiro de 2016), conhecido por seu nome artístico Eddy Wally, foi um cantor e ator belga, auto-proclamado como a "voz da Europa".
Wally ficou popularmente conhecido por um vídeo postado no YouTube em 2007 por uma pessoa da comunidade dele exclamando "Uau" e piscando. Isso ganhou reconhecimento mundial e se tornou um meme, que muitos outros usuários do YouTube começaram a usar em seus vídeos para comédia .